# Aq-Súnqur al-Hàjib
Aq-Súnqur al-Hàjib   (segle XI - Alep, 1094 (Gregorià)) de nom complet Abu-Saïd aq-Súnqur ibn Abd-Al·lah al-Qàsssim ad-Dawla al-Hàjib fou atabeg d'Alep. Era un dels mamelucs del seljúcida Màlik-Xah I que el 1087 el va nomenar el seu atabeg governador d'Alep. Va donar suport a Tútuix I en el seu intent d'establir-se a Síria. A la mort de Màlik-Xah (1092) es va declarar, junt amb els altres governadors del nord de Síria i la Djazira a favor de Barkyaruq. Fou derrotat per Tútuix prop d'Alep el maig de 1094 i executat. El seu fill Imad-ad-Din Zengi I fou després atabeg de Mossul.
Ibn al-Qalanisi va dir al seu llibre La història de Damasc: que era just amb la gent, protegia els camins, garantia l'ordre, tractava correctament la religió, atacava la corrupció i eliminava la gent dolenta.
Ibn Kathir i Ali ibn al-Athir van escriure sobre ell i van trobar que tenia una bona reputació.